# Schizonycha cordofana
Schizonycha cordofana är en skalbaggsart som beskrevs av Hermann Burmeister 1855. Schizonycha cordofana ingår i släktet Schizonycha och familjen Melolonthidae. Inga underarter finns listade i Catalogue of Life.